# 建元 (前秦)
建元（365年-385年七月）是十六国时期前秦政权宣昭帝苻坚的第三个也是最後一個年号，共计20年又7個月。
建元二十一年（385年）八月前秦哀平帝苻丕即位，改元太安元年。
建元二十二年（386年）十月後涼呂光改元太安元年。

## 大事記
建元十二年十二月（376年12月27日到378年1月25日）：前秦滅代國，統一中國北方。

## 出生
- 建元七年七月七日（371年8月4日）：拓跋珪

## 逝世
- 建元十九年十一月（383年12月）：苻融

## 纪年
| 建元 | 元年     | 二年     | 三年   | 四年   | 五年   | 六年   | 七年   | 八年   | 九年   | 十年   |
| ---- | -------- | -------- | ------ | ------ | ------ | ------ | ------ | ------ | ------ | ------ |
| 公元 | 365年    | 366年    | 367年  | 368年  | 369年  | 370年  | 371年  | 372年  | 373年  | 374年  |
| 干支 | 乙丑     | 丙寅     | 丁卯   | 戊辰   | 己巳   | 庚午   | 辛未   | 壬申   | 癸酉   | 甲戌   |
| 建元 | 十一年   | 十二年   | 十三年 | 十四年 | 十五年 | 十六年 | 十七年 | 十八年 | 十九年 | 二十年 |
| 公元 | 375年    | 376年    | 377年  | 378年  | 379年  | 380年  | 381年  | 382年  | 383年  | 384年  |
| 干支 | 乙亥     | 丙子     | 丁丑   | 戊寅   | 己卯   | 庚辰   | 辛巳   | 壬午   | 癸未   | 甲申   |
| 建元 | 二十一年 | 二十二年 |        |        |        |        |        |        |        |        |
| 公元 | 385年    | 386年    |        |        |        |        |        |        |        |        |
| 干支 | 乙酉     | 丙戌     |        |        |        |        |        |        |        |        |

## 参看
- 中国年号列表
- 其他时期使用的建元年号
- 同期存在的其他政权年号
  - 兴宁（363年二月-365年）：东晋皇帝晉哀帝司馬丕的年号
  - 太和（366年-371年十一月）：東晉皇帝晉廢帝司馬奕的年号
  - 咸安（371年十一月-372年）：東晉皇帝晉简文帝司馬昱的年号
  - 宁康（373年-375年）：東晉皇帝晋孝武帝司马曜的年号
  - 太元（376年-396年）：東晉皇帝晋孝武帝司马曜的年号
  - 凤凰（370年八月-九月）：东晋农民起义李弘、李金银年号。
  - 黑龙（374年六月-九月）：张育自立年号
  - 升平：前凉政权年号
  - 建兴：前凉政权年号
  - 建熙（360年-370年十一月）：前燕政权慕容暐年号
  - 建国（338年十一月-376年）：代政权拓跋什翼犍年号
  - 白雀（384年四月-386年四月）：后秦政权姚苌年号
  - 燕元（384年-386年二月）：后燕政权慕容垂年号
  - 燕兴（384年四月-十二月）：西燕政权慕容泓年号
  - 更始（385年-386年二月）：西燕政权慕容冲年号